# 1 Dywizjon Techniczny Obrony Powietrznej
1 dywizjon techniczny Obrony Powietrznej (1 dt OP) – pododdział Wojsk Obrony Przeciwlotniczej Sił Powietrznych stacjonujący w Książenicach, podlegał dowódcy 3 Brygady Rakietowej Obrony Powietrznej. Dywizjon został rozformowany w 2001 roku.
Dywizjony techniczne przeznaczone były do przechowywania zapasu rakiet dla dywizjonów ogniowych i końcowego przygotowania rakiet w położenie bojowe w ramach potoku technologicznego (elaboracji rakiet). Zadaniem głównym 1. dywizjonu technicznego było zaopatrywanie dywizjonów ogniowych w rakiety.

## Historia
Zarządzeniem Szefa Sztabu Generalnego nr 0016/Org. z 11 grudnia 1959 i Rozkazem Dowódcy I Korpusu Nr 0037/Org. z 8 marca 1960 roku na bazie 87 i 94 pułków artylerii OPL oraz 60 baterii dowodzenia rozpoczęło się formowanie pierwszych w Polsce dywizjonów ogniowych i dywizjonu technicznego, wyposażonych w przeciwlotnicze zestawy rakietowe S-75 Dźwina. Organizacją tego przedsięwzięcia zgodnie z rozkazem miał się zająć Dowódca 9. Dywizji Artylerii OPL.
W dniach 4–12 października 1960 2. dywizjon ogniowy i 1 dywizjon techniczny, jako pierwsze jednostki w historii Wojsk Rakietowych WOPL OK odbywają strzelania bojowe na poligonie w Aszułuku w ZSRR. Kolejny sprawdzian pracy bojowej 1 dt przechodzi na poligonie w Aszułuku podczas strzelań bojowych 3., 4. i 5. dywizjonów ogniowych w 1961 roku. Kolejne strzelania odbyły się w latach 1967, 1972, 1973, 1977, 1979, 1981 i 1986.
W 1961 roku dywizjon przegrupował się z hangaru nr 2 na lotnisku w Starych Babicach do miejsca stałej dyslokacji m. Książenice.
W sierpniu 1982 roku w strefie technicznej dywizjonu doszło do wypadku z silnikami rakietowymi.

## Dowódcy
- ppłk Jan Zdziech – 1960-1962;
- ppłk Tadeusz Chajneta	– 1962-1977;
- mjr Wiesław Nowacki – 1977-1981;
- ppłk Sylwester Wilamowski	– 1981-1988;
- ppłk Bogdan Kitliński	– 1988-1995;
- mjr Wacław Michalak – 1995-1998;
- kpt. Ireneusz Sokołowski – 1998-2000;
- mjr Jacek Bednarek – 2000-2001.

## Podległość
- 9 Dywizja Artylerii Obrony Przeciwlotniczej – 1960-1962
- 9 Dywizja Artylerii Obrony Powietrznej Kraju – 1962-1967
- 3 Łużycka Dywizja Artylerii Obrony Powietrznej Kraju – 1967-1988
- 3 Łużycka Brygada Artylerii Obrony Powietrznej Kraju – 1988-1991
- 3 Brygada Rakietowa Obrony Powietrznej – 1991-1998
- 3 Warszawska Brygada Rakietowa Obrony Powietrznej – 1998-2001